# Хольцхей-Кунц, Алис
Алиса Хольцхей-Кунц (Alice Holzhey-Kunz; 1943, Цюрих, Швейцария) — немецкоязычный швейцарский психотерапевт, одна из ведущих экзистенциальных аналитиков современности, доктор философии, президент Швейцарского общества герменевтической антропологии и экзистенциального анализа (Цюрих), председатель семинара по экзистенциальному анализу для врачей психотерапевтов (с 1983 года), автор многих статей и книг по экзистенциальному анализу. Со-редактор Избранных произведений Людвига Бинсвангера.

## Биография
Алиса Хольцхей-Кунц изучала историю и философию в Цюрихе, где в 1971 году защитила кандидатскую диссертацию нем. Gesellschaft für hermeneutische Anthropologie und Daseinsanalyse в Институте Экзистенциального анализа.
С 1976 года Хольцхей-Кунц ведет частную психоаналитическую практику в Цюрихе в качестве тренинг-аналитика, руководителя и преподавателя.
С 1991 года она является президентом Швейцарского общества герменевтической антропологии и экзистенциального анализа (нем. Gesellschaft für hermeneutische Anthropologie und Daseinsanalyse, GAD).

## Вклад в науку
А. Хольцхей-Кунц была любимой ученицей и коллегой Медарда Босса, но её мышление расходится с Л. Бинсвангером и М. Боссом. Хольцхей-Кунц представляет новый аналитический подход, который сочетает открытия Зигмунда Фрейда с экзистенциальными философскими взглядами Мартина Хайдеггера, Серена Кьеркегора и Жана-Поля Сартра. Её особым вкладом в теорию экзистенциального анализа является развитие экзистенциальной герменевтики психопатологических феноменов, изложенное в книге «Leiden am Dasein», вышедшей в 1994 году.
На 2010 год Алиса Хольцхей-Кунц является одной из ведущих экзистенциальных аналитиков.